# کاونگا
کاونگا (به لاتین: Cavunga) یک منطقهٔ مسکونی در آنگولا است که در استان کوانزای شمالی واقع شده‌است.